# J. Roy Helland
J. Roy Helland (Glendale, 28 de janeiro de 1943) é um maquiador estadunidense. Venceu o Oscar de melhor maquiagem e penteados na edição de 2012 por The Iron Lady, ao lado de Mark Coulier.